# Elenito Galido
Elenito de los Reyes Galido (* 18. April 1953 in Managok, Bukidnon, Philippinen; † 5. Dezember 2017 in Iligan City, Philippinen) war ein philippinischer Geistlicher und römisch-katholischer Bischof von Iligan.

## Leben
Elenito Galido empfing nach seiner philosophischen und theologischen Ausbildung am St. Fracis Xavier Regional Major Semnary in Davao City am 25. April 1979 das Sakrament der Priesterweihe für das Bistum Malaybalay. Er war unter anderem als Priester an der Franz-von-Sales-Kirche in Brooklyn, New York, tätig, wo er ein postgraduales Studium absolvierte.
Am 25. März 2006 ernannte ihn Papst Benedikt XVI. zum Bischof von Iligan. Der Erzbischof von Manila, Gaudencio Kardinal Rosales, spendete ihm am 8. September desselben Jahres die Bischofsweihe; Mitkonsekratoren waren der Bischof von Dipolog, Jose Ricare Manguiran, und der Bischof von Malaybalay, Honesto Chaves Pacana SJ. Galido leitete die Bischöfliche Kommission für Kultur (ECC) der Katholischen Bischofskonferenz der Philippinen (CBCP).
Während der fünf Monate langen militärischen Auseinandersetzungen zwischen Regierungstruppen und der vom Islam inspirierten Maute-Gruppe 2017 sowie der Belagerung der Stadt Marawi am 23. Juli 2017 unterstützte Galido die Evakuierten und betreute Tausende von Familien in seinem Bistum Christen und Moslems.